# Wikipedia in vietnamita
La Wikipedia in vietnamita (Wikipedia tiếng Việt) è l'edizione ufficiale di Wikipedia in lingua vietnamita.

## Statistiche
La Wikipedia in vietnamita ha 1 293 588 voci, 19 504 735 pagine, 983 570 utenti registrati di cui 1 299 attivi, 15 amministratori e una "profondità" (depth) di 737 (al 20 marzo 2025).
È la 15ª Wikipedia per numero di voci ma, come "profondità", è la terza fra quelle con più di 100.000 voci (al 14 ottobre 2024).

## Cronologia
- 20 aprile 2005 — supera le 1000 voci
- 23 agosto 2006 — supera le 10.000 voci
- 25 agosto 2008 — supera le 50.000 voci ed è la 35ª Wikipedia per numero di voci
- 12 settembre 2009 — supera le 100.000 voci ed è la 28ª Wikipedia per numero di voci
- 9 gennaio 2011 — supera le 150.000 voci ed è la 22ª Wikipedia per numero di voci
- 7 aprile 2011 — supera le 200.000 voci ed è la 17ª Wikipedia per numero di voci
- 3 febbraio 2012 — supera le 300.000 voci ed è la 16ª Wikipedia per numero di voci
- 11 aprile 2012 — supera le 400.000 voci ed è la 13ª Wikipedia per numero di voci
- 28 settembre 2012 — supera le 500.000 voci ed è la 13ª Wikipedia per numero di voci
- 4 giugno 2013 — supera le 600.000 voci ed è la 13ª Wikipedia per numero di voci
- 7 giugno 2013 — supera le 700.000 voci ed è la 12ª Wikipedia per numero di voci
- 16 luglio 2013 — supera le 800.000 voci ed è l'11ª Wikipedia per numero di voci
- 29 maggio 2014 — supera le 900.000 voci ed è la 12ª Wikipedia per numero di voci
- 15 giugno 2014 — supera 1.000.000 voci ed è l'11ª Wikipedia per numero di voci
- 22 giugno 2014 — supera l'edizione in polacco e diventa la decima edizione per numero di voci
- 28 giugno 2014 — supera l'edizione in warwy-waray e diventa la nona edizione per numero di voci
- 21 agosto 2014 — è superata dall'edizione in cebuano e ritorna ad essere la decima edizione per numero di voci
- 13 settembre 2014 — è superata dall'edizione in waray-waray ed esce dalla top ten